# Vera Day
Vera Day (Forest Gate, 4 agosto 1935) è un'attrice britannica.

## Filmografia in evidenza

### Cinema
- Dance, Little Lady (1954)
- The Crowded Day (1954)
- It's a Great Day (1955)
- A Kid for Two Farthings (1955)
- Fun at St. Fanny's (1955)
- Quatermass 2 (1957)
- Hell Drivers (1957)
- The Prince and the Showgirl (1957)
- The Woman Eater (1958)
- Up the Creek (1958) - Lily
- Grip of the Strangler (1958) - Pearl
- Too Many Crooks (1959) - Charmaine
- And the Same to You (1960) - Cynthia Tripp
- Trouble with Eve (1960) - Daisy Freeman
- The Trunk (1961) - Diane
- Attento, marinaio! (1961) - Shirley Hornett
- A Stitch in Time (1963) - Betty
- Saturday Night Out (1964) - Arlene
- Lock & Stock - Pazzi scatenati (1998) - Tanya
- The Riddle (2007) - Sadie Miller